# Bronisław Szafran
Bronisław Wiesław Sulimir Szafran (ur. 30 maja 1897 w Brzeżanach, zm. 4 lipca 1968) – polski botanik, przed II wojną światową kierownik Rolniczej Stacji Doświadczalnej na Czarnohorze. Od 1945 był pracownikiem Uniwersytetu Jagiellońskiego i Ogrodu Botanicznego (w latach 1965-1967 jego dyrektor). Był specjalistą w zakresie briologii i palinologii. 
W latach 1921–1926 odbył studia na Wydziale Filozoficznym Uniwersytetu Jagiellońskiego. 21 kwietnia 1927 uzyskał stopień doktora  filozofii w zakresie botaniki na podstawie pracy Budowa i wiek torfowiska w Pakosławiu pod Iłżą, której promotorem był Władysław Szafer. Od 1 lipca 1928 - do wybuchu II wojny światowej był adiunktem w Państwowym Instytucie Naukowym Gospodarstwa Wiejskiego w Puławach (z siedzibą we Lwowie), kierował wtedy Stacją Doświadczalną Uprawy Łąk i Pastwisk na Czarnohorze koło Worochty. Od stycznia 1940 do czerwca 1941 pracował w Ogrodzie Botanicznym Uniwersytetu Lwowskiego. Od września 1941 do marca 1944 zatrudniony był w Instytucie Badania Tyfusu Plamistego i Chorób Wirusowych prof. Rudolfa Weigla we Lwowie jako nakładacz, następnie jako kontroler. W marcu 1944 obawiając się zbliżającej się Armii Czerwonej lub w obawie odkrycia przez Niemców jego związków z AK, opuścił nagle wraz z całą rodziną Lwów i przeniósł się do swego brata, do Tarnowa. Od lipca 1944 do końca lutego 1945 był leśniczym w Gumniskach koło Tarnowa. 13 listopada 1947 odbyło się kolokwium habilitacyjne i nadanie przez Radę Wydziału Matematyczno-Przyrodniczego UJ stopnia docenta w zakresie systematyki roślin ze szczególnym uwzględnieniem briologii (15 VI 1948 - zatwierdzenie habilitacji przez ministra oświaty). 30 czerwca 1954  został profesorem nadzwyczajnym UJ. W latach 1954–1967 był profesorem Katedry Systematyki i Geografii Roślin na Wydziale Biologii i Nauk o Ziemi UJ. Zmarł nagle na serce.
Pochowany na cmentarzu Rakowickim w Krakowie (kwatera IIa-płd.-1).

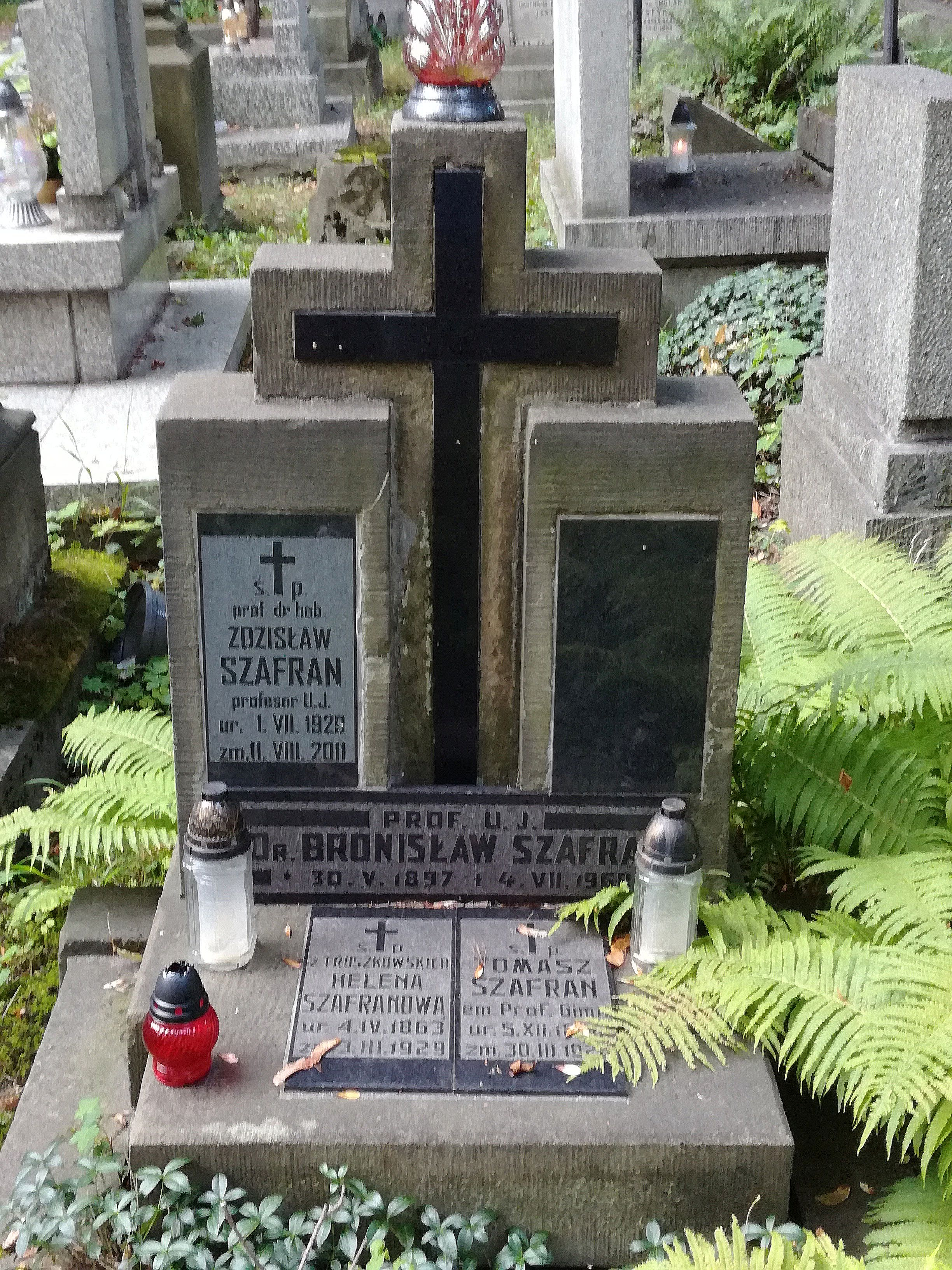
Grób prof. Bronisława Szafrana na cmentarzu Rakowickim

## Główne publikacje
- Rodzaje polskich mchów (1939)
- Próba wyjaśnienia związku filogenetycznego między sekcjami torfowców (1946)
- Mchy (t.1-2, 1947-1951)